# Wir Austins
Meet the Austins (1960) ist das erste Kinderbuch der US-amerikanischen Autorin Madeleine L’Engle und der erste Band einer Kinderbuchserie, dem in den folgenden Jahren sechs weitere Bücher folgten. Auf Deutsch erschien es 1963 im Berliner Erika Klopp Verlag unter dem Titel Wir Austins, aus dem Amerikanischen übersetzt von Lena Stepath.
Der Klopp Verlag empfahl die deutsche Ausgabe für ein Lesealter ab 12 Jahren. Ab 1968 erschien das Buch als Lizenzausgabe im Ravensburger Otto-Maier-Verlag bzw. Maier Verlag als Taschenbuch in mehreren Auflagen, zuletzt 1972 in dritter Auflage.

## Inhalt
Dieser Kinderroman besteht in einer Familiengeschichte, die auf Episoden aus dem Familienleben der Autorin beruht. Aus der Sicht der Hauptfigur Vicky wird das größtenteils idyllische Familienleben der Familie Austin geschildert. Das Waisenmädchen Maggy bringt viel Umtrieb in die US-amerikanische Arztfamilie, bis es sich endlich an das Leben mit vier Geschwistern gewöhnt hat.
Das Buch wird derjenigen Kinder- und Jugendliteratur bzw. Mädchenliteratur zugerechnet, die der Sozialisation dient und dabei die Mühen von Außenseitern, sich zu integrieren, anhand eines Waisenschicksals thematisiert. Es wurde 1967 als geeigneter Text für den Deutschunterricht im 6. Schuljahr empfohlen.

## Fortsetzungen
Später folgten mehrere Fortsetzungen, unter anderem The Moon by Night (1963) und The Young Unicorns (1968). Der siebte und bis dato letzte Band der Reihe erschien 1994 unter dem Titel Troubling a Star. Der erste Band Meet the Austins wurde 1997 neu aufgelegt, ergänzt um ein bis dahin fehlendes Kapitel, das bereits 1980 separat unter dem Titel The Anti-Muffins erschienen war.

## Deutschsprachige Ausgaben (Auswahl)
- 1963: 1.–5. Tsd., Erika Klopp Verlag, Berlin.
- 1966: 2. Auflage, Erika Klopp Verlag, Berlin.
- 1968: 1. Auflage, Otto-Maier-Verlag, Ravensburg. (Ravensburger Taschenbücher, Bd. 114)
- 1972: 3. Auflage, Maier Verlag, Ravensburg, ISBN 3-473-39114-X. (Ravensburger Taschenbücher, Bd. 114: Zu Haus und anderswo)